# Super Sidekicks
A Super Sidekicks az SNK fejlesztőcsapat által kiadott foci játék. A játék többek között az SNK Neo Geo konzoljára érhető el.

## Super Sidekicks (1992)
Az 1992-ben megjelent eredeti Super Sidekicks (eredeti nevén Tokuten Ou, vagy mint "Goal-Scoring King" japánban) az SNK cég első foci játéka volt, s 12 csapat sorakozott fel, két csoportra osztva az "SNK kupa" megszerzéséért. (A csapatok közötti különbség legfőképpen a formációjuk különbségeiben volt megfigyelhető.)
- A csoport: Németország (GER helyett FDR-ként feltüntetve), Olaszország, Spanyolország, Anglia, Mexikó, Japán
- B csoport: Argentína, Hollandia, Brazília, Franciaország, Amerikai Egyesült Államok, Dél-Korea

A játékban a csapatnak egy csoporton belül minden másik csapattal kellett megküzdenie, amit kieséses elődöntő, illetve döntő követett.
A játékban megbújt egy rejtett, dokumentálatlan funkció is: a gép számára megítélt szabadrúgás esetén ha a játékos a második játékos A gombját nyomogatta, akkor a gép rövid szabadrúgást lőtt, ha viszont folyamatosan lenyomva tartotta, hosszú szabadrúgás mellett döntött a gép.

## Super Sidekicks 2: The World Championship (1994)
Az 1994-ben kiadott játék (eredeti, japán nevén: Tokuten Ou 2 - Real Fight Football) korrigálta az eredeti design hibáit, mint például a játékosok közötti váltás hiányát, valószerűbb gólokat, s megszüntette a hosszú előreadásokat, amik gyakran végződtek bedobásban. Ugyancsak megnőttek a csapatok számai is, szám szerint 48-ra, s 6 nemzetközi régióra lettek felosztva (az új csapatokat aláhúzással jelöltük):